# Formazione degli Who
Quella che segue è la lista di tutti i componenti della rock band  The Who, dagli esordi fino a oggi.
A partire dal 1964, anno della formazione,  fino al 2023, il gruppo ha visto presenziare nella formazione 16 membri, con il cantante Roger Daltrey e il chitarrista Pete Townshend come unici componenti costanti.

## Storia
La band, formatasi a Londra nel 1964, era formata da Roger Daltrey, Pete Townshend, John Entwhistle e Keith Moon, e rimase invariata fino al 1978, quando, in seguito alla scomparsa di quest'ultimo, Kenney Jones entrò nella band.
Nel 1984 la band si sciolse, per poi ricostituirsi nel 1988 con Simon Phillips alla batteria. Nel 1990 si sciolse di nuovo, e si riformò nel 1995, con Jon Carin alle tastiere.
Dopo essersi ancora una volta diviso, il gruppo si riformò nel 2000, con il batterista Zak Starkey degli Oasis, figlio di Ringo Starr, e Mick Talbot alle tastiere, mentre nel 2002, Pino Palladino sostituisce lo scomparso John Entwistle.

## Formazione

### Attuale
- Roger Daltrey – voce (1964-1984;1988-1990;1995-1997;2000-presente), chitarra ritmica (1996-presente)
- Pete Townshend – chitarra solista, tastiere, voce (1964-1984;1988-1990;1995-1997;2000-presente)
- Simon Townshend – chitarra ritmica e solista, cori (1995-1997;2000-presente)
- Mick Talbot – tastiere (2000-presente)
- Pino Palladino – basso (2002-presente)
- Zak Starkey – batteria (2000-presente)

### Ex membri
- Steve Bolton - chitarra (1988-1990)
- John Entwistle - basso (1964-1984;1988-1990;1995-1997;2000-2002)
- Keith Moon - batteria (1964-1978)
- Kenney Jones - batteria (1979-1984)
- Simon Phillips - batteria (1988-1990)
- John Bundrick - tastiere, cori (1979-1984)
- Jon Carin - tastiere (1995-1997)

### Turnisti
- Nicky Hopkins - pianoforte (1965-1975)
- Howie Casey - sassofono (1979)
- Dick Parry - sassofono (1980)
- Tim Sanders - sassofono (1989) (collaboratore)
- David Caswell - tromba (1979-1980) (collaboratore)
- Roddy Lorimer - tromba (1989) (collaboratore)
- Simon Gardner - tromba (1989, 1996-1997) (collaboratore)
- Reg Brooks - trombone (1979-1980) (collaboratore)
- Neil Sidwell - trombone (1989, 1996-1997) (collaboratore)
- Jody Linscott - percussioni (1989, 1996-1997) (collaboratore)
- Dennis Farias - ottoni (1996-1997) (collaboratore)
- Nick Lane - ottoni (1996-1997) (collaboratore)
- Roy Wiegand - ottoni (1996-1997) (collaboratore)
- J. Greg Miller - ottoni (2012-2013) (collaboratore)
- Reggie Grisham - ottoni (2012-2013) (collaboratore)
- Chyna Gordon - cori (1989) (collaboratore)
- Cleveland Watkiss - cori (1989) (collaboratore)
- Billy Nicholls - cori (1989, 1996-1997) (collaboratore)